# Pionierkaserne auf der Schanz
Die Pionierkaserne auf der Schanz ist eine Kaserne der Bundeswehr in Ingolstadt in Oberbayern. Die Kaserne wurde mit der Aufstellung der Bundeswehr ab Mitte der 1950er Jahre errichtet und 1957 durch erste Einheiten belegt. Am 17. Juli 1976 erhielt der Standort an der Manchinger Straße nach fast 20 Jahren seines Bestehens den Namen „Pionierkaserne auf der Schanz“.

## Stationierungsgeschichte
Das Pionierbataillon 4 wurde am 1. August 1956 aus der Abteilung (Bau) Süd des Bundesgrenzschutz in Rosenheim gebildet und bereits am 1. September 1956 in die Karfreit-Kaserne nach Brannenburg-Degerndorf verlegt. Am 9. Januar 1957 kam es zu einem weiteren Standortwechsel nach Dillingen an der Donau, bevor das Bataillon am 7. Dezember 1957 als erste Einheit in die gerade fertiggestellte Truppenunterkunft in der Manchinger Straße einzog. Am 1. März 1959 erfolgte die Umbenennung in Pionierbataillon 10 und der Unterstellungswechsel zur 10. Panzerdivision. Das Bataillon verblieb über 34 Jahre am Standort Ingolstadt und wurde nach dem Ende des Kalten Krieges am 30. September 1993 aufgelöst.
Am Standort in Ingolstadt begann im Januar 1960 auch die Aufstellung des Raketenartilleriebataillon 42, zunächst in Gestalt der 2./Artilleriebataillon 42, das mit atomwaffenfähigen Honest-John-Raketen ausgestattet wurde. Am 1. April 1961 wurde die Einheit dann in 2./Artilleriebataillon 240 umbenannt, um schließlich 1962 ihre endgültige Bezeichnung Raketenartilleriebataillon 42 zu erhalten. Am 1. April 1966 zog das Bataillon an seinen neuen Standort in Hemau, in dessen Nähe sich ein Sondermunitionslager für atomare Sprengköpfe befand.
Aus der Luftlandepanzeraufklärungskompanie 9 und der Gebirgspanzeraufklärungskompanie 230 wurde am 1. April 1959 am Standort Manchinger Straße in Ingolstadt das Panzeraufklärungsbataillon 10 aufgestellt. Am 1. Oktober 1959 wechselte das Bataillon in der Unterstellung von der 4. Panzergrenadierdivision zur 10. Panzerdivision. Zum 1. Oktober 1971 wurden mit der Heeresstruktur III die Brigadespähzüge 29 und 30 dem Panzeraufklärungsbataillon 10 truppendienstlich unterstellt. Am 4. Juli 1979 erfolgte dann jedoch im Vorgriff auf die Heeresstruktur IV die Rückunterstellung des Panzerspähzuges 300 zur Panzerbrigade 30 in Ellwangen. Am 18. September 1992 wurde das Panzeraufklärungsbataillon 10 mit Wirkung zum Ablauf des 30. September 1992 aufgelöst.
In Ingolstadt wurde am 1. Juli 1960 die schwere Pionierinstandsetzungskompanie 205 aufgestellt. Sie wurde am 16. Oktober 1967 zur 6./schweres Instandsetzungsbataillon 210 umgegliedert. 1972 erfolgte der Wechsel zum Instandsetzungsbataillon 220, das in Ludwigsburg seinen Sitz hatte, als dessen 4. Kompanie, die weiter in Ingolstadt beheimatet blieb. Das Instandsetzungsbataillon wechselte am 1. April 1993 mit seinem Stab nach Dornstadt, wo es noch bis zum 17. Mai 2003 bestand.
Die später als Panzerpionierkompanie 280 bezeichnete Einheit war 1956 in München als 4. Schwimmbrückenkompanie des schweren Pionierlehrbataillon 210 entstanden. 1962 wurde sie als Schwimmbrückenkompanie 202 nach Ingolstadt verlegt, blieb aber dem Bataillon in München weiterhin unterstellt. 1964 wurde die Einheit dann zur 6. Schwimmbrückenkompanie des Pionierlehrbataillons 210 in München mit Standort in Ingolstadt. 1971 wurde die Kompanie mit der Bildung des Schwimmbrückenbataillon 270 in Ingolstadt zur 2., einzig aktiven Kompanie des sonst als Geräteeinheit existierenden und im Mobilmachungsstützpunkt Münchsmünster eingelagerten Bataillons. Bereits im Oktober 1975 erfolgte jedoch die Herauslösung und Umbenennung in Panzerpionierkompanie 280, die der Panzerbrigade 28 unterstellt wurde. Am 1. Oktober 1993 wechselte die Kompanie zur Pionierlehrbrigade 60 und wurde zur Gebirgspanzerpionierlehrkompanie 280 umgegliedert. Am 30. September 2002 wurde die Einheit schließlich aufgelöst.
Das Schwimmbrückenbataillon 260 entstand aus der am 1. September 1956 in der Karfreitkaserne in Brannenburg-Degerndorf aufgestellten Schwimmbrückenkompanie 734, die dem Pionierbataillon 4 unterstellt wurde und mit dieser Einheit über Dillingen am 7. Dezember 1957 in die neuen Truppenunterkünfte an der Manchinger Straße einzog. Zum 1. März 1959 wurde die Kompanie in Schwimmbrückenlehrkompanie 201 umbenannt und dem Pionierlehrregiment in München unterstellt. Schließlich folgte die Eingliederung der Kompanie als 5. in das schwere Pionierlehrbataillon 210 zum 30. September 1964. Im Oktober 1971 wurde das Schwimmbrückenbataillon als teilaktive Einheit in Ingolstadt aufgestellt, wobei die bisherige 5./schweres Pionierlehrbataillon 210 zur aktiven 2./Schwimmbrückenbataillon 260 umgegliedert wurde. Sie war dem Amphibischen Pionierbataillon 230 unterstellt und blieb die einzige aktive Kompanie bis zur Auflösung des Bataillons am 30. September 1993.
Das Amphibische Pionierbataillon 230 wurde am 1. Oktober 1970 am Standort Ingolstadt aus der Amphibischen Pionierlehrkompanie 201, der 5./Pionierbataillon 10, der aus Bogen kommenden 5./Pionierbataillon 4 sowie einer neu gebildeten Stabs- und Versorgungskompanie aufgestellt. Das Bataillon gehörte zum Pionierkommando 2 des II. Korps in Ulm. Das Bataillon wurde am 1. Oktober 1993 zum Pionierbrückenlehrbataillon 230 umgegliedert. Am 1. April 1997 erfolgte die Umbenennung zum schweren Pionierlehrbataillon 230. Am 30. September 2002 wurde das Bataillon schließlich aufgelöst.
Mit der Heeresstruktur V wurde am 1. Oktober 1993 in der Pionierkaserne auf der Schanz die Pionierlehrbrigade 60 aufgestellt, die bis 31. März 2004 bestand. Sie unterstand ab 1994 der 1. Gebirgsdivision und trug den Beinamen „Bayerischer Löwe“.
Am 1. Oktober 1993 fand die Aufstellung der Technischen Spezialkompanie 600 (Pipelinepioniere) am Standort Ingolstadt statt. Die der Pionierlehrbrigade 60 unmittelbar unterstellte Kompanie wurde am 1. April 1997 in Spezialpionierkompanie 600 umbenannt. Sie blieb bis 31. Dezember 2003 bestehen.
Das mit Befehl vom 17. August 1956 mit Wirkung zum 1. Juni 1957 aufgestellte Gebirgspionierbataillon 8 war in der Karfreitkaserne in Brannenburg-Degerndorf stationiert und der 1. Gebirgsdivision unmittelbar unterstellt. Mit der Heeresstruktur V wurde es ab 1. Oktober 1993 der Pionierlehrbrigade 60 in Ingolstadt unterstellt, verblieb jedoch weiterhin in Brannenburg und wechselte kurz vor der Auflösung der Pionierlehrbrigade 60 am 5. Dezember 2003 zur Gebirgsjägerbrigade 23. Zwischen Dezember 2009 und März 2010 zog das Bataillon in die sanierte Pionierkaserne auf der Schanz in Ingolstadt um. Am 1. April 2024 wechselte der Verband zur Panzerbrigade 12 und erhielt die neue Bezeichnung als Panzerpionierbataillon 8.
Die Wurzeln des später in Ingolstadt stationierten Pionierbataillon 905 (Geräteeinheit) lagen beim Baupionierbataillon 764, das am 1. Januar 1963 als Geräteeinheit aufgestellt wurde. Sein Standort war zunächst Ebenhausen, zwei Monate später dann Garching-Hochbrück. Am 1. Mai 1967 erfolgte die Umbenennung in Pionierbataillon 764, im April 1981 die Umgliederung zum Pionierbataillon 761. Zum 1. Januar 1993 wurde das Bataillon nach Bruckmühl in den Mobilmachungsstützpunkt Heufeld eingelagert und neu gegliedert. Am 1. April 1998 wurde das Bataillon erneut umgegliedert und nach Brannenburg verlegt. Das Bataillon wurde mit Wirkung vom 31. Dezember 2008 formal aufgelöst und das Personal für das ab 1. Juli 2008 aufgestellte Pionierbataillon 905 herangezogen. Mit Wirkung vom 1. Oktober 2009 verlegte das Pionierbataillon 905 nach Ingolstadt. Es untersteht seit Dezember 2014 der 10. Panzerdivision.
Das Ausbildungszentrum Pioniere geht auf die mit Befehl vom 22. März 1956 in der Lohengrin-Kaserne in München aufgestellte „Truppenschule für Pioniere“ zurück. Diese Einrichtung nahm am 1. Juli 1956 den Lehrbetrieb in München auf. 1966 erhielt sie die Zusatzbezeichnung „Akademie des Heeres für Ingenieurbau“. 1972 wurde sie in „Pionierschule und Fachschule des Heeres für Bautechnik“ umbenannt. Das „Euro NATO Training Engineer Centre“ (ENTEC) wurde 1977 der Pionierschule unterstellt. Die Lehrgruppe B zog 1993 nach Ingolstadt in die Pionierkaserne auf der Schanz um. Schließlich erfolgte mit Abschiedsappell am 22. Januar 2009 ab 26. Januar 2009 die Verlegung der Pionierschule in die sanierte und umgebaute Kaserne nach Ingolstadt. Bereits Anfang Januar 2009 hatte das Military Engineering Centre of Excellence (MILENG COE), das aus der ENTEC als eigenständige Organisation Ende 2008 hervorgegangen war, in Ingolstadt Quartier bezogen. Am 2. Juli 2015 wurde die Pionierschule schließlich aufgelöst und das Ausbildungszentrum Pioniere in Ingolstadt errichtet.

## Sanierung der Kasernengebäude und Konversion des Westteils des Standortes
Mit der Stationierungsentscheidung des Bundesministers der Verteidigung vom 16. Februar 2001, in die Pionierkaserne auf der Schanz die Pionierschule und Fachschule des Heeres für Bautechnik aus München umzusiedeln, begannen die Strukturveränderungen für die Kaserne. 2002 wurde ein Architektenwettbewerb durch das Staatliche Bauamt und durch die Stadt Ingolstadt ausgelobt, der sowohl die Sanierung und Umgestaltung des östlichen Teils der Kaserne an der Manchinger Straße im Umfang von 27 Hektar für die Nutzung durch die Pionierschule, als auch die Konversion einer 14 Hektar großen Fläche im Westen des Standortes für eine zivile Nutzung umfasste. Insgesamt waren 45 Hektar zu überplanen.
Durch die Herauslösung einer ersten Teilfläche der Kaserne nordwestlich der Südlichen Ringstraße, auf der sich die Sportplätze befanden, konnte bereits am 3. Oktober 2003 die Saturn-Arena Ingolstadt der Nutzung übergeben werden.
Nach einer Überarbeitung der Pläne im Jahre 2004, die durch die Erweiterung des Bundeswehr-Stationierungskonzeptes für Ingolstadt um das Brannenburger Gebirgspionierbataillon 8 notwendig wurde, konnte der erste Spatenstich zu Sanierung und Umbau der Kaserne am 13. September 2006 vollzogen werden. Im Dezember 2008 wurden die Bauarbeiten im Wesentlichen abgeschlossen. Ab Januar 2009 zogen zunächst der Military Engineering Centre of Excellence und schließlich auch die Pionierschule in die umgebaute Kaserne um. Am 23. Juni 2009 erfolgte die offizielle Schlüsselübergabe mit einem Festakt.
2008 erwarb ein Unternehmen der Stadt Ingolstadt jene Fläche, die aus dem Kasernengelände für eine zivile Nutzung herausgelöst worden war. Hier wurden nunmehr drei Baufelder vorgesehen. Im Abschnitt I mit ca. 2,5 Hektar Größe sollte die vorhandene Bebauung überwiegend erhalten bleiben und eine Wohnnutzung erfolgen. Im westlichen Teil dieses Baufeldes wurde eine Nutzung für nicht störende Gewerbebetriebe (Büroflächen) angedacht. Auf Feld II erfolgte die Planung von mehrgeschossigen Wohnneubauten auf einer Fläche von ca. 4 Hektar. Schließlich sollten im entlang der Südlichen Ringstraße gelegenen Gebiet III mit etwa 2,2 Hektar eine Mischnutzung aus Einzelhandel und anderen gewerblichen Einheiten entstehen. In der Mitte des Gesamtgeländes war ein in West-Ost-Richtung verlaufender Grüngürtel mit Gemeinbedarfsflächen geplant. Die Stadt änderte ihren Flächennutzungsplan entsprechend und stellte einen Bebauungsplan Nr. 106 C „Ehemaliges Pioniergelände“ auf.
2011 wurde mit dem Bau für das Kreiswehrersatzamt Ingolstadt die Umgestaltung der Pionierkaserne auf der Schanz abgeschlossen. 140 Millionen Euro waren in Planung und Baumaßnahmen zum Erhalt der Kaserne geflossen. Kurz darauf wurde bekannt, dass das Studentenwerk Ingolstadt zwei alte Kasernengebäude erworben hatte, um darin Studierendenwohnungen einzurichten. Drei weitere Blöcke des alten Standortes gingen von der städtischen Wirtschaftsfördergesellschaft an private Investoren, die kleinere Wohnungen darin realisierten. 2014 war Grundsteinlegung für das „Schanzer Carrée“ mit 20 Stadtvillen, die 2015 fertiggestellt wurden.